# Iñaki Goitia Peña
Iñaki Goitia Peña (Portugalete, 2 de març de 1982), és un exfutbolista basc, que ocupava la posició de porter.

## Trajectòria
Després de començar als modestos Amurrio i Burgos, el 2003 fitxa pel Màlaga CF, que l'incorpora al seu equip filial, per aquella època a la Segona Divisió. Titular al Málaga B la temporada 04/05, a l'any següent debuta a la màxima categoria amb el primer equip. Hi juga dos partits, en els quals rep set gols. Eixe any tant Málaga com Málaga B perden la categoria.
A la categoria d'argent, el porter basc es consolida com a titular la temporada 07/08, en la qual només es perd un encontre de lliga. Eixe any l'equip andalús retorna a primera divisió. A l'any següent, disputa 25 partits. L'estiu del 2009 fitxa pel Reial Betis, que acabava de descendir a Segona Divisió.